# Abu-Hatim Yusuf
Vous pouvez aider à l'améliorer ou bien discuter des problèmes sur sa page de discussion.
- Certaines informations devraient être mieux reliées aux sources mentionnées dans la bibliographie ou les liens externes. Améliorez sa vérifiabilité en les associant par des références. (Marqué depuis février 2025)
- Les conventions bibliographiques ne sont pas respectées. La bibliographie et les liens externes sont à corriger. (Marqué depuis février 2025)
- Il n’est pas rédigé dans un style encyclopédique. (Marqué depuis février 2025)
- La traduction doit être revue. Le contenu est difficilement compréhensible à cause d’erreurs de traduction, peut-être dues à l’utilisation d’un logiciel de traduction automatique. (Marqué depuis février 2025)

Abu Hatim Yusuf ibn Abu'l Yakzan (arabe : أبو حاتم يوسف بن محمد الحكم) ; décédé en 906 était le 6e imam de l'État rostémide en 894-897 et 8e en 901-906.

## Biographie
Fils de l'imam Abû al-Yaqzan Muhammad. En 894, après la mort de son père, il monte sur le trône. Cependant, certains ibadites n’ont pas accepté cela. En 896, les Berbères Nefzaouas subirent une cuisante défaite à la bataille de Manu (au sud de Gabès) face aux Aghlabides, entraînant la perte de la Tripolitaine. Cela déclencha une rébellion menée par son oncle Yaqub, qui était soutenu par les Berbères Khawar. Finalement, Yusuf fut renversé.
En 901, avec le soutien des Berbères, Zuwat renverse Yaqub et reprend le trône. Cependant, Yusuf eut de moins en moins d'influence sur la situation, et les tribus berbères commencèrent à se faire la guerre entre elles. Dans le même temps, un mécontentement s'est progressivement manifesté face à la nomination par l'imam de non-ibadites à certains postes. Finalement, en 906, Yusuf fut renversé et exécuté. Son frère Yaqzan devint le nouvel imam.

## Crédit d'auteurs
- (uk) Cet article est partiellement ou en totalité issu de l’article de Wikipédia en ukrainien intitulé « Абу Хатім Юсуф ібн Абу'л Якзан » (voir la liste des auteurs).